# Roč
Roč je naselje u Istarskoj županiji. Administrativno pripada gradu Buzetu.

## Zemljopisni položaj
Roč se nalazi u središtu sjeverne Istre, na 348 m nadmorske visine. Mjesto se nalazi na spoju vapnenaca, od kojih su građeni Ćićarija i Učka, i lapora, kakve su doline i hrpti ispod tiju dviju planina.

## Povijest
Prvi put se spominje 1064. godine. 
Mjesna crkva sv. Antuna ima znameniti "Glagoljaški abecedarij" iz 1200-ih.
Prva hrvatska tiskana knjiga, Misal po zakonu rimskog dvora iz 1483. godine, pripravljena je za tisak u Roču (pripravitelj: Juri Žakan).
Nakon pada Venecije, Roč postaje dijelom Ilirskih pokrajina, a zatim Austrije. U prvoj polovici dvadesetoga stoljeća, djelovanje fašizma osjeća se i u Roču do kapitulacije Italije 1943. Nakon antifašističkog otpora i oslobođenja, Roč postaje dijelom Jugoslavije, a od 1991.  Republike Hrvatske.

## Kultura
- katedra Čakavskog sabora Roč
- KUD Istarski željezničar
- festival Z armoniku v Roč

## Znamenitosti
- Aleja glagoljaša - uz cestu od Roča do Huma postavljeni su brojni spomenici glagoljici i glagoljašima.
- Skulpture glazbenih instrumenata
- crkva sv. Roka

## Promet
Mjesto se nalazi na cestovnoj prometnici Rijeka - tunel Učka - Koper - Trst.

## Stanovništvo
Prema popisu stanovništva iz 2011. godine, naselje je imalo 153 stanovnika.
| broj stanovnika | 152   | 165   | 188   | 164   | 191   | 212   | 2030  | 1796  | 149   | 139   | 157   | 162   | 161   | 178   | 146   | 153   | 187   |
|                 | 1857. | 1869. | 1880. | 1890. | 1900. | 1910. | 1921. | 1931. | 1948. | 1953. | 1961. | 1971. | 1981. | 1991. | 2001. | 2011. | 2021. |

## Šport
U mjestu djeluje boćarski klub Istra Aluminij osnovan prije 30 godina pod imenom BK Ročko polje. Najveći uspjeh kluba je ostvaren 2007. godine, kada je ušao u 2. hrvatsku boćarsku ligu – Sjever.

## Vanjske poveznice
|  | Zajednički poslužitelj ima još gradiva o temi Roč |